# 哈萨克斯坦共和国国家奥林匹克委员会
哈萨克斯坦共和国国家奥林匹克委员会是哈薩克斯坦的國家奧林匹克委員會。該組織成立於1990年。1996年，該國首次派員參加在美國亞特蘭大舉行的夏季奧運會。
現時，哈萨克斯坦共和国国家奥林匹克委员会的總部設在阿拉木圖，主席是特米尔汗·多斯穆哈姆别托夫(Temirkhan Dosmukhambetov)。

## 資料來源
1. ↑  .   [2014-02-01]. （原始内容存档于2020-04-28）.

## 外部連結
- 官方網頁（页面存档备份，存于）